# KOHCH
KOHCH（こーち）は、日本の気学鑑定士、デザイナー。神奈川県横浜市出身。

## 来歴
1984年、気学鑑定士の道を志し、九星や 陰陽五行思想を用いた独自の気学である「KOHCH気学」を作り上げる。近年ではファッションブランドや雑誌とのコラボレーションアイテムを監修するなど活躍の場を広げている。

## 著書
- みずから動く人だけが、運をつかめる！「KOHCH気学」開運法（マガジンハウス 2011年9月15日）ISBN：9784838723119